# NGC 367
NGC 367 je galaksija u zviježđu Kit.

## Vanjske poveznice
- SEDS: NGC 367